# Federacions Jueves d'Amèrica del Nord
Federacions Jueves d'Amèrica del Nord (en anglès: Jewish Federations of North America, JFNA) és una organització paraigua jueva estatunidenca que representa 147 federacions i 300 comunitats jueves independents de l'Amèrica del Nord. La JFNA es va formar a partir de la unió entre l'organització United Jewish Appeal (UJA), el Consell de les Federacions Jueves, i l'associació United Israel Appeal.

## Activitats

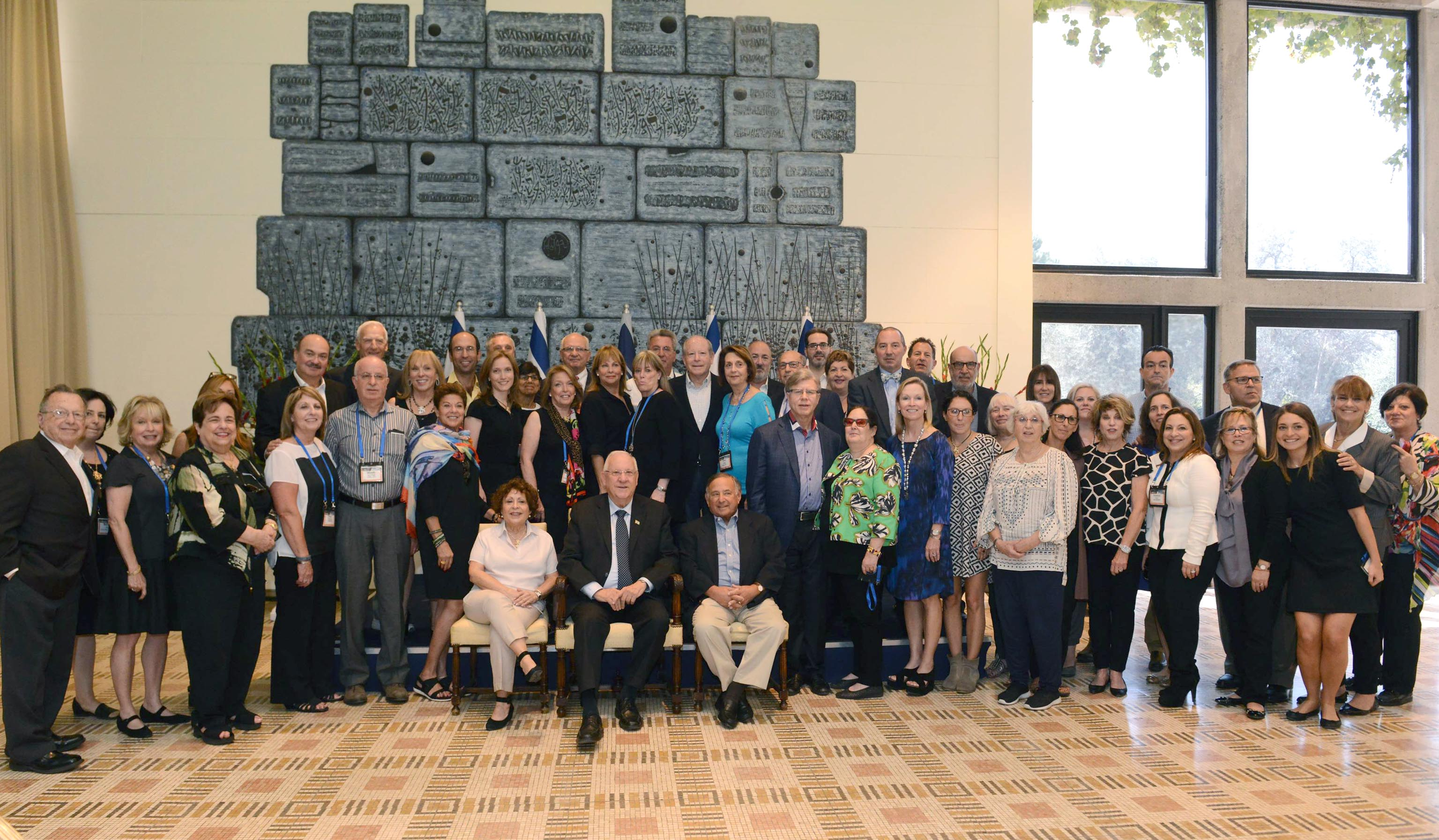
Delegació de l'organització en visita a Israel.

La JFNA ofereix finançament, assistència, organització, entrenament i lideratge a les Federacions Jueves i a les comunitats, en els Estats Units d'Amèrica i en Canadà. Les federacions protegeixen i milloren el benestar dels jueus del Món mitjançant els valors de l'Tikun Olam, la Tzedakà, i la Torà.400 comunitats jueves d'Amèrica del Nord són membres de la xarxa de comunitats independents. La JFNA organitza una assemblea general perquè les federacions es reuneixin anualment i intercanvin informació.

## Enquesta nacional de població jueva
L'Enquesta Nacional de Població Jueva (en anglès nord-americà: National Jewish Population Survey) (NJPS) era una enquesta que tenia lloc cada deu anys, estava organitzada per la JFNA, i era un cens de la població jueva als Estats Units. Aquesta enquesta havia causat certa controvèrsia en algunes ocasions. L'enquesta de l'any 1990 indicava que el matrimoni interconfessional havia ascendit un 52% per cent, un fet que havia estat previst pels demògrafs. Durant l'enquesta dels anys 2000 i 2001, van sorgir diversos problemes relacionats amb l'enquesta, ja que aquesta utilitzava un mètode diferent que l'anterior enquesta de 1990 i, per tant, els resultats de les dues no eren comparables. L'enquesta va tenir un cost de sis milions de dòlars americans i les dades de la mateixa es van perdre. La JFNA no va finançar l'import de l'enquesta de l'any 2010 a causa d'una disminució en els ingressos. La JFNA estava disposada a associar-se amb altres agències per dur a terme l'enquesta nacional.

## Història
L'organització paraigua original de les federacions va ser el Consell Nacional de les Federacions Jueves i el Fons d'Assistència Social, fundat el 1932. El nom de l'organització va ser canviat en dues ocasions, el 1935 i el 1979. El 1999, el Consell de les Federacions es va fusionar amb l'associació United Jewish Appeal, per formar les Comunitats Jueves Unides (en anglès nord-americà: United Jewish Communities) (UJC). En octubre de l'any 2009, la UJC va ser renombrada: "Federacions Jueves d'Amèrica del Nord".
Després del llançament en 2009 del nou logotip de la JFNA, les diverses federacions locals han començat a utilitzar el nou logotip. Un exemple d'això és la Federació Jueva de Washington.Després d'un parell d'anys d'acomiadaments de personal, al febrer de 2010, el nou director executiu Jerry Silverman va acomiadar a tres vicepresidents. La JNFA es va negar a realitzar l'enquesta nacional de població jueva de l'any 2010 perqué tenia altres prioritats.